# Sint Anthonis

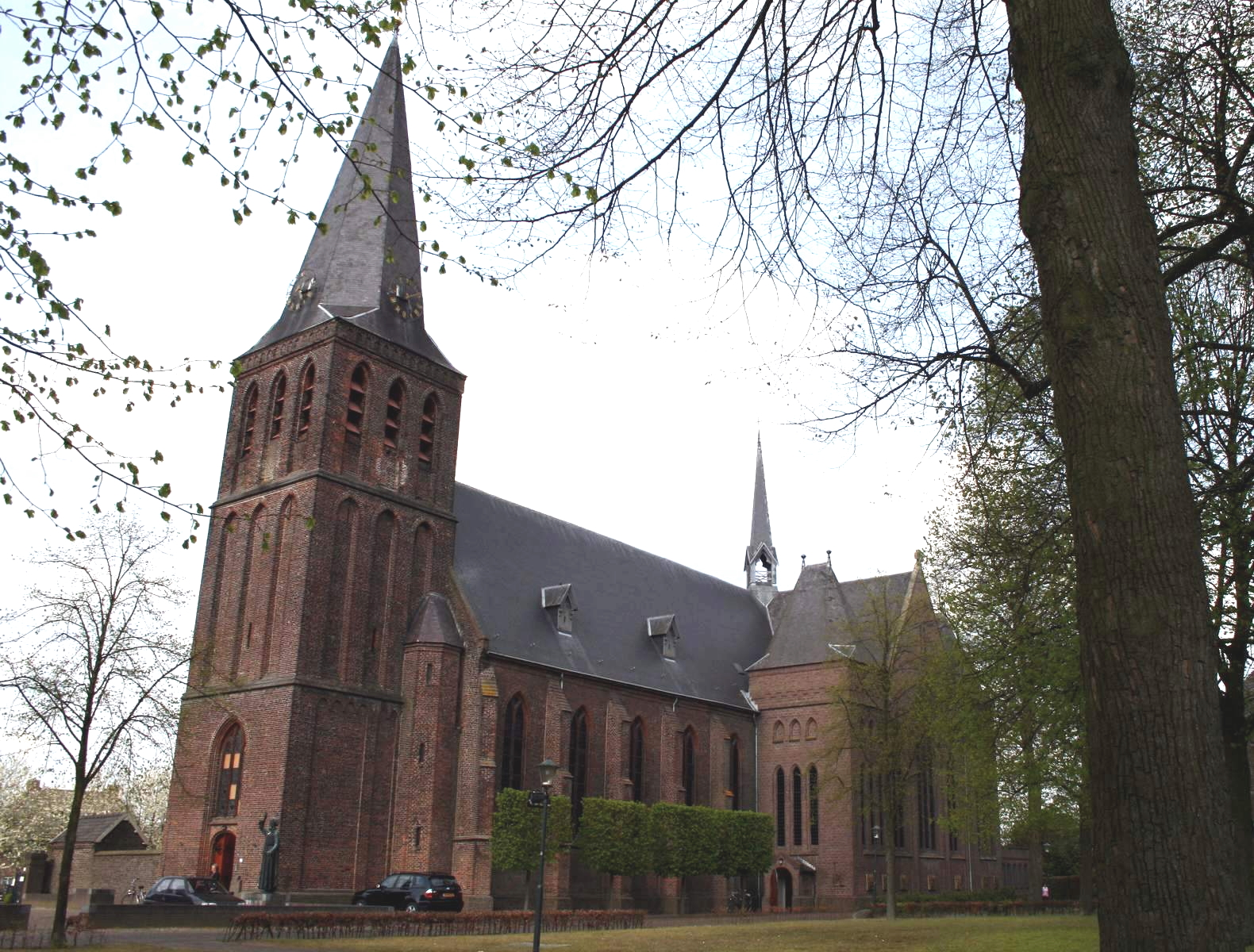
Kirche in Sint Anthonis

Sint Anthonis (anhörenⓘ) ist ein Dorf und eine ehemalige niederländische Gemeinde in der Provinz Noord-Brabant. Seit dem 1. Januar 2022 sie gehört zur Gemeinde Land van Cuijk.
Sint Anthonis hat weniger als 5000 Einwohner. Es liegt hauptsächlich rund um den zentralen Dorfplatz, der auch „Brink“ genannt wird und dem Ort den Beinamen Brinkdorf brachte.

## Geschichte
Sint Anthonis ist seit 1477 offiziell eine Kirchgemeinde. Bis 1794 gehörte es zur Unabhängigen Freien Herrlichkeit Boxmeer. Schirmherr und Namensgeber des Dorfes ist der Heilige Antonius der Große.
Die Gemeinde hieß ursprünglich Oploo, Sint Anthonis en Ledeacker. 1913 hatte sie noch keine 2000 Einwohner. Am 1. Januar 1994 gab es eine Grenz- und Namensänderung. Die Gemeinde Oploo, St. Anthonis en Ledeacker wurde mit der Gemeinde Wanroij zu einer neuen Gemeinde zusammengeschlossen, die zunächst den Namen St. Anthonis erhielt, der kurz daraufhin in Sint Anthonis geändert wurde.

## Oelbroeck
Der ursprüngliche Name des Dorfes Sint Anthonis war Oelbroec, zunächst noch ohne Schluss-k. Etwa im Jahr 1312 wurde der Name zum ersten Mal urkundlich erwähnt. Nach 1500 wird der Name Oelbroeck kaum noch erwähnt. Zunächst heißt es noch Sint Anthonis in Oelbroeck, aber ab 1590 wird der Name verwaltungstechnisch nicht mehr erwähnt. Im kirchlichen Bereich hielt sich der Name allerdings weiterhin mindestens bis ins 19. Jahrhundert. Auch heutzutage wird der Name noch genutzt, beispielsweise für Sportvereine.

## Politik
Die Christdemokraten des CDA gewannen die letzte Kommunalwahl im März 2018 mit mehr als zwei Fünfteln aller Stimmen. In der Legislaturperiode 2018–2022 besteht eine Koalition aus der Lokalpartei Sint Anthonis Nu und der VVD.

### Gemeinderat
Der Gemeinderat wird seit der Gemeindegründung folgendermaßen gebildet:
| CDA                   | 6  | 8  | 6  | 7  | 5  | 6  | 7  |
| Sint Anthonis NU a    | –  | –  | –  | –  | 5  | 7  | 6  |
| VVD                   | –  | –  | –  | –  | 3  | 2  | 2  |
| Samen Welzijn         | 2  | 2  | 2  | 3  | 2  | –  | –  |
| Kernpunt b            | 4  | 2  | 5  | 3  | –  | –  | –  |
| Welzijn voor Iedereen | 3  | 3  | 2  | 2  | –  | –  | –  |
| Gesamt                | 15 | 15 | 15 | 15 | 15 | 15 | 15 |

Anmerkungen

### College van B&W
Sint Anthonis NU wird durch zwei Beigeordnete im College van burgemeester en wethouders (deutsch „Kollegium von Bürgermeister und Beigeordneten“) repräsentiert. Die VVD ist mit einem Beigeordneten im Kollegium zugegen. Folgende Personen gehören zum Kollegium:
| Funktion           | Name             | Partei                        | Anmerkung                                        |
| ------------------ | ---------------- | ----------------------------- | ------------------------------------------------ |
| Bürgermeister      | Marcel Fränzel   | D66                           | kommissarisch; seit dem 15. November 2019 im Amt |
| Beigeordnete       | Huub Bellemakers | Sint Anthonis NU              | erster Stellvertreter der Bürgermeisterin        |
| Beigeordnete       | Wouter Bollen    | VVD                           | zweiter Stellvertreter der Bürgermeisterin       |
| Beigeordnete       | Hans Driessen    | im Namen von Sint Anthonis NU | dritter Stellvertreter der Bürgermeisterin       |
| Gemeindesekretärin | Jeanine Vonk     | –                             | seit dem 19. März 2019 im Amt                    |